# Häselgehr
Häselgehr ist eine Gemeinde mit 686 Einwohnern (Stand 1. Jänner 2024) im Bezirk Reutte in Tirol (Österreich). Die Gemeinde liegt im Gerichtsbezirk Reutte. Seit 2010 ist die Gemeinde Mitglied im Klimabündnis Tirol.

## Geographie
Häselgehr liegt im oberen Lechtal und setzt sich aus mehreren lose besiedelten Weilern zusammen. Der bis zum Kamm mit Bergmähdern bewirtschaftete Heuberg bei Häselgehr war in der Vergangenheit oft Anlass zu Lawinenkatastrophen, weshalb die Gemeinde heute durch eine der größten Lawinenverbauungen Mitteleuropas geschützt ist. In Häselgehr zweigt die Straße zum sieben Kilometer entfernten Gramais, der kleinsten Gemeinde Österreichs, ab.
Der Lech fließt in einer Höhe von rund 1000 Meter über dem Meer. Nach Süden steigt das Gemeindegebiet zu den Lechtaler Alpen an. Gartenspitze (2331 m), Ruitelspitze (2580 m), Zwölferspitze (2594 m), Große Schafkarspitze (2532 m) und Karlesspitze (2378 m) umrahmen das Griesbachtal. Östlich des Gramaistales liegen Lichtspitze (2356 m) und Zirmspitze (2393 m). Die Berge nördlich des Lech gehören zu den Allgäuer Alpen. Den Kamm zum Hornbachtal bilden Noppenspitze (2594 m), Bretterspitze (2609 m) und Wasserfallkarspitze (2557 m).

### Gemeindegliederung
Das Gemeindegebiet umfasst folgende zwei Ortschaften (Einwohner Stand 1. Jänner 2024):
- Grießau (143)
- Häselgehr (543)

Ortsteile von Häselgehr sind Ober- und Untergrießau, Ort, Schönau, Ober- und Unterhäselgehr, Unterhöf, Ebele, Luxnach, Alach, Rauchwand, Häternach und Gutschau, Nachbargemeinden Bach, Elbigenalp, Elmen, Gramais, Hinterhornbach, Imst und Pfafflar.

### Nachbargemeinden
| Hinterhornbach | Elmen                                       | Pfafflar  |
| Elbigenalp     | Kompassrose, die auf Nachbargemeinden zeigt | Imst (IM) |
|                | Bach                                        | Gramais   |

## Geschichte
Der Ort ist eine mittelalterliche Rodungssiedlung. Die Örtlichkeit ist 1338 als Heselgehr urkundlich erstgenannt. Das Häselgehr war ursprünglich ein Flurname und hat als Ausgangswort althochdeutsch hasalin gero, also ‚mit der Hasel bewachsener Gehr‘. Ein Gehr oder Gehren ist ein altes Wort für spitz zulaufendes Landstück.
Im Jahr 1462 wurde in Häselgehr eine Salzstation errichtet. Als Ort bezeichnet wurde es erstmals 1561. Eine 1660 erbaute Bierbrauerei war bis 1909 in Betrieb. Im Jahr 1786 eröffnete eine Glockengießerei, die ihre Rohstoffe aus einem Bergbaurevier im Gramaistal bezog.
Die Martinskirche wurde 1720 errichtet. Von ihr blieb nur der Turm erhalten, da bereits 1803 ein Neubau erfolgte. Zur Pfarre erhoben wurde Häselgehr 1891.

### Bevölkerungsentwicklung
EinwohnerJahr5105405706006306606907201860189019201950198020102040EinwohnerEinwohnerentwicklung von Häselgehr

## Kultur und Sehenswürdigkeiten

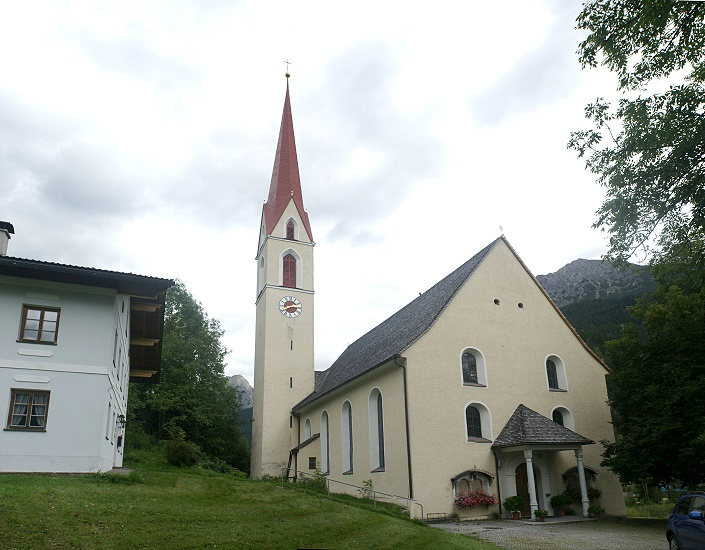
Pfarrkirche Häselgehr

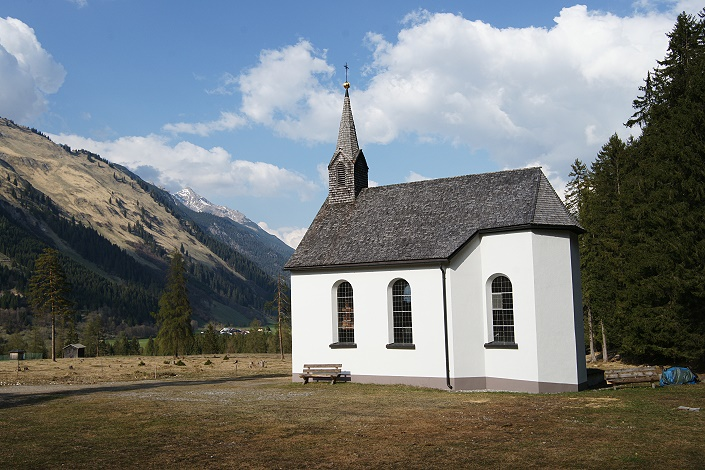
Pestkapelle Grießau

- Katholische Pfarrkirche Häselgehr hl. Martin
- Kapelle hl. Maria in Au
- Pestkapelle Grießau hl. Sebastian
- Kapelle hl. Maria in Schönau
- Geburtshaus vom Kirchenmusiker Pater Peter Alacantara Singer (–1882) mit einem Relief von Benno Bischof um 1950.

## Wirtschaft und Infrastruktur

### Wirtschaftssektoren
Von den 32 landwirtschaftlichen Betrieben wurden sechs von juristischen Personen betrieben. Diese bewirtschafteten mehr als neunzig Prozent der Flächen. Die größten Arbeitgeber im Dienstleistungssektor waren die sozialen und öffentlichen Dienste und der Handel (Stand 2011).
| Wirtschaftssektor            | Anzahl Betriebe | Anzahl Betriebe | Erwerbstätige | Erwerbstätige |
| Wirtschaftssektor            | 2011            | 2001            | 2011          | 2001          |
| ---------------------------- | --------------- | --------------- | ------------- | ------------- |
| Land- und Forstwirtschaft 1) | 32              | 38              | 17            | 13            |
| Produktion                   | 6               | 2               | 8             | 5             |
| Dienstleistung               | 37              | 29              | 55            | 60            |

1) Betriebe mit Fläche in den Jahren 2010 und 1999
| Im Jahr 2011 lebten 322 Erwerbstätige in Häselgehr. Davon arbeitete ein knappes Viertel in der Gemeinde, mehr als drei Viertel pendelten aus, blieben aber überwiegend im Bezirk Reutte. - Straße: Durch die Gemeinde verläuft die Lechtalstraße B198 von Reutte nach Vorarlberg. - Eisenbahn: Der näheste Bahnhof befindet sich im dreißig Kilometer entfernten Reutte. Dort gibt es über die Außerfernbahn Verbindungen nach Garmisch-Partenkirchen, Innsbruck und München. | Die zur Anzeige dieser Grafik verwendete Erweiterung wurde dauerhaft deaktiviert. Wir arbeiten aktuell daran, diese und weitere betroffene Grafiken auf ein neues Format umzustellen. (Mehr dazu) |

## Politik

### Gemeinderat
Der Gemeinderat hat 11 Mitglieder. Mit den Gemeinderatswahlen in Tirol 2016 hat der Gemeinderat folgende Verteilung:
| Partei                                       | 2010 | 2010    | 2016 | 2016    | 2022  | 2022    |
| Partei                                       | %    | Mandate | %    | Mandate | %     | Mandate |
| -------------------------------------------- | ---- | ------- | ---- | ------- | ----- | ------- |
| Wir Alle sind Häselgehr (WAH)                |      |         | 53,4 | 6       | 44,79 | 5       |
| Gemeinsam für Häselgehr (GFH)                | 55,8 |         | 46,6 | 5       | 30,69 | 4       |
| Unser Häselgehr - Miteinander Gestalten (UH) |      |         |      |         | 12,93 | 1       |
| Ehrlich - Neutral - Korrekt (ENK)            |      |         |      |         | 11,58 | 1       |
| Gemeindeliste Häselgehr                      | 44,2 |         |      |         |       |         |

### Bürgermeister
- seit ? Harald Friedle[11]

## Persönlichkeiten

### Söhne und Töchter der Gemeinde
- Josef Anton Singer (1810–1882), Franziskaner (OFM) und Musiker
- Anton Kecht (1895–1965), Politiker (ÖVP), Lehrer und Schriftsteller